# Michael Beauchamp
Michael Francis Beauchamp (n. Sídney, Australia, el 8 de marzo de 1981) es un exfutbolista australiano. Jugaba de defensa y su último equipo fue el Marconi Stallions de la National Premier Leagues australiana.

## Clubes
| Club                   | País                              | Año         |
| ---------------------- | --------------------------------- | ----------- |
| Marconi Stallions      | Bandera de Australia              | 2000-2001   |
| Parramatta Power       | Bandera de Australia              | 2001-2004   |
| Central Coast Mariners | Bandera de Australia              | 2004-2006   |
| FC Nürenberg           | Bandera de Alemania               | 2006        |
| Central Coast Mariners | Bandera de Australia              | 2006-2007   |
| FC Nürenberg           | Bandera de Alemania               | 2007-2008   |
| Aalborg BK             | Bandera de Dinamarca              | 2008-2009   |
| Al-Jazira SC           | Bandera de Emiratos Árabes Unidos | 2009-2010   |
| Melbourne Heart        | Bandera de Australia              | 2010-2011   |
| Sydney FC              | Bandera de Australia              | 2011-2012   |
| Western Sydney         | Bandera de Australia              | 2012-2014   |
| PTT Rayong             | Bandera de Tailandia              | 2014        |
| Bankstown City         | Bandera de Australia              | 2015-2016   |
| Marconi Stallions      | Bandera de Australia              | 2017 - 2018 |

## Selección nacional
Ha sido internacional con la Selección de fútbol de Australia y ha representado a su país en las Copas del Mundo de 2006 y 2010.

### Participaciones en Copas del Mundo
| Mundial                        | Sede      | Resultado        |
| ------------------------------ | --------- | ---------------- |
| Copa Mundial de Fútbol de 2006 | Alemania  | Octavos de final |
| Copa Mundial de Fútbol de 2010 | Sudáfrica | Fase de grupos   |